# Elég a vadnyugatból!
Az Elég a vadnyugatból! (eredeti cím: Wagons East!) 1994-ben bemutatott westernfilm paródia. Rendezője  Peter Markle, a főbb szerepekben John Candy és Richard Lewis látható. Ez John Candy utolsó filmje.

## Cselekménye
|  | Alább a cselekmény részletei következnek! |

Az 1860-as évek után a Vadnyugat már nem az igazi. Az Új-Mexikó állam déli részén lévő Prosperity 67 fős lakosságából sok tisztességesen dolgozó embernek elege lesz a mostoha körülményekből: a valamikor orvosként dolgozó Phil Taylor (Richard Lewis), a prostituált Belle (Ellen Greene), a homoszexuális könyvkereskedő, Julian (John C. McGinley) és a bankpénztáros számára betelt a pohár. A prostituáltnak nem fizetnek a vendégei, a könyvek lapjait vécépapírnak használják, a bankot pedig hetente háromszor kirabolják és a bankpénztárost rendszerint megölik (számukra külön helyet tartanak fent a temetőben).
Elhatározzák, hogy nem maradnak tovább, és visszamennek kelet felé. A bizonytalanokat az ivóban való tanácskozás közben kitörő vihar és a tetőről leeső szélkakas győzi meg, ami keleti irányba mutat. Ugyanekkor esik be az ivóba egy hatalmas termetű alak, és elterül a padlón.
A kis városkában még néhány család csatlakozik a menethez. Az ekhós szekerek készen állnak, már csak egy vezető kell a konvoj élére, aki ismeri a meglehetősen hosszú utat. Ő James Harlow (John Candy), aki éjszaka beesett az ivó ajtaján, és nem veti meg az italt, de miután elvállalja a munkát, azóta egy kortyot sem iszik.
A visszafelé vezető út kalandosan és gyakran viccesen telik. Véletlenül a sziú indiánok táborában találják magukat, akik először le akarják őket gyilkolni, de a főnök rájön, hogy ha a fehér emberek elkezdenek visszamenni kelet felé, akkor az indiánok visszakapják a területüket, amiket korábban elvettek tőlük, ezért támogatja őket és indián vezetőket ad melléjük.
A vasúttársaság azonban nem nézi jó szemmel a kelet felé induló csapatot, mert ők csak akkor kapnak sok millió dolláros támogatást a kormánytól a vasút építéséhez, ha a megfelelő számú lakosság megvan az adott területen, és ha onnan is elvándorolnak az emberek, akkor nem kapják meg a pénzt. Ezért az igazgató egy bérgyilkost küld utánuk, aki előbb finomabb módszerekkel próbálja jobb belátásra bírni őket (pl. a vizeshordók tartalmának kiengedése), majd durvább eszközökhöz folyamodik (híd felrobbantása dinamitrudakkal), azonban próbálkozásai sorra balul sülnek el. Utolsó alkalommal a bérgyilkos foglyul ejti és összekötözi az egész csapatot, de a homoszexuális könyvkereskedő, Julian pisztolypárbajban legyőzi.
A vasúttársaság ekkor egy egész rablóbandát küld utánuk, de nem találják meg őket, és a Csendes-óceán partján kötnek ki.
Az igazgató a katonaságot is riasztja, ahol ráadásul a tábornok Harlow régi személyes ellensége.
A szekérkaraván egyik tagja számára már a kezdettől fogva ismerősnek tűnik Harlow neve, de időről-időre csak lényegtelen információmorzsák jutnak eszébe róla. Egyszer azt állítja, hogy Harlow részt vett abban a Donner-hágón való téli átkelésben, amiben mindenki meghalt (őt kivéve), és a résztvevők egyenként felfalták egymást. Amikor szembesítik Harlow-t ezzel az állítással, ő sarkon fordul és egy ivóban leissza magát.
A lovasság körülveszi a szekértábort, de mielőtt halomra gyilkolnák egymást, megérkezik Harlow, és azt javasolja, hogy ők ketten a tábornokkal csapjanak össze és ez döntse el a vitát. Harlow hosszú ökölharcban győz a másik felett. A karaván gyakorlatilag megérkezett úticéljához, mert St. Louis már csak 5 mérföldnyire van. Belle és Harlow együtt maradnak az út után.
|  | Itt a vége a cselekmény részletezésének! |

## Szereplők
| Karakter           | Színész           | Magyar hang            |
| ------------------ | ----------------- | ---------------------- |
| Abe Ferguson       | Abraham Benrubi   |                        |
| James Harlow       | John Candy        | Benkóczy Zoltán        |
| Constance Taylor   | Melinda Culea     |                        |
| Tom                | Ryan Cutrona      |                        |
| Clayton Ferguson   | Thomas F. Duffy   |                        |
| Harry Bob Ferguson | David Dunard      |                        |
| Belle              | Ellen Greene      |                        |
| Bailey hadnagy     | Don Lake          |                        |
| John Slade         | Ed Lauter         | Melis Gábor            |
| Phil Taylor        | Richard Lewis     | Csuja Imre             |
| Julian             | John C. McGinley  | Kassai Károly          |
| Lindsey Thurlow    | Robin McKee       | Nyírő Bea              |
| Billy              | Lochlyn Munro     | Markovics Tamás        |
| Smedly             | Ethan Phillips    | Botár Endre            |
| Larchmont tábornok | Charles Rocket    |                        |
| Zeke               | William Sanderson | Sinkovits-Vitay András |

## A film készítése
A forgatás szomorú eseménye, hogy a főszereplő, John Candy 1994. március 4-én álmában meghalt szívinfarktusban a mexikói Durango szövetségi államban. A film készítőinek állítása szerint minden jelenetet felvettek vele, ami be volt tervezve, egyesek azonban vitatják ezt, és azt mondják, hogy Candy halála miatt jelenetek maradtak ki vagy azokat átírták. Egy jelenet, amikor Candy kiüríti a whiskysüveg tartalmát a földre, kétszer is megjelenik a filmben, más háttérrel, azonban ez sem bizonyíték.
A VHS és a DVD változat is John Candy emlékének ajánlja a filmet.
Ez volt az utolsó film, amit John Candy felvett, utoljára kiadott filmjét, a Canadian Bacont, ami 1995-ben jelent meg, korábban rögzítették.
Ugyancsak ez volt az utolsó film a Carolco Pictures számára, amit a TriStar Pictures forgalmazott. A Carolco ezután az amerikai piacon való terjesztéshez a Metro-Goldwyn-Mayert alkalmazta (ez jelenleg a TriStar anyacégéhez, a Sonyhoz tartozik), ami a Carolco utolsó négy filmje közül hármat forgalmazott. Ez az egyetlen olyan Carolco film, aminek a mellékes jogait nem a jogutód cég, a StudioCanal birtokolja. Ezek a jogok a Lions Gate Entertainment birtokában vannak (az Artisan Entertainment jogutódja, korábban Live Entertainment), ami a legtöbb Carolco film forgalmazója az amerikai videópiacon.

## Fogadtatása
A film John Candy halála után öt hónappal került forgalomba, ennek ellenére a kritikusok fanyalogva fogadták. Anyagilag nem volt sikeres. A kritikusok a színészi játékot, a történetet és a vígjátéki elemeket is kifogásolták. A film a Rotten Tomatoeson 0%-ot kapott. Ennek ellenére sok néző elégedett a filmmel, és azoknak is ajánlja, akiket nem zavar a film nyers humora.
A német nyelvű nemzetközi filmlexikon (Lexikon des Internationalen Films) szerint:
„Egy eredeti, gonosz szatíra az amerikai erények, az úttörő-mítosz és vadnyugati motívumok ellen, zseniális poénokkal. A karakterek és a sok fekete humor remek szórakozást kínál”.

## Fordítás
Ez a szócikk részben vagy egészben  a   Wagons East! című angol Wikipédia-szócikk fordításán alapul.  Az eredeti cikk szerkesztőit annak laptörténete sorolja fel. Ez a jelzés csupán a megfogalmazás eredetét és a szerzői jogokat jelzi, nem szolgál a cikkben szereplő információk forrásmegjelöléseként.